# Evangelische Kirche (Hausen-Oes)

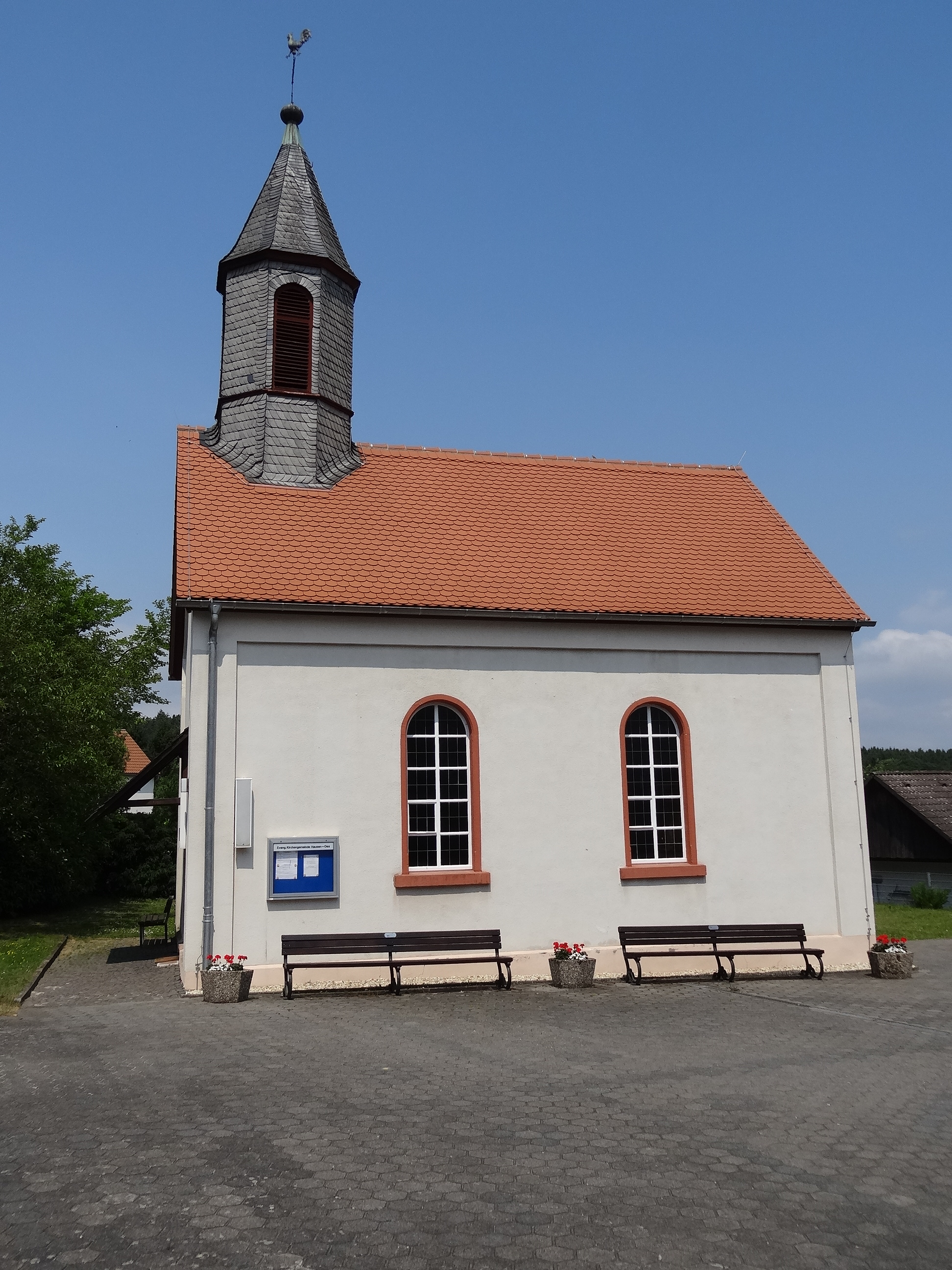
Kirche von Süden

Die Evangelische Kirche in Hausen-Oes, einem Stadtteil von Butzbach im Wetteraukreis in Mittelhessen, ist eine kleine Saalkirche, die in den Jahren 1859/1860 anstelle eines mittelalterlichen Vorgängerbaus errichtet wurde. Dem hessischen Kulturdenkmal ist im Westen ein oktogonaler Dachreiter mit Spitzhelm aufgesetzt.

## Geschichte
Eine mittelalterliche Kapelle soll um 1300 errichtet worden sein. In Hausen ist im Jahr 1319 ein Pleban nachgewiesen. Die Kapelle wurde um 1435 zur selbstständigen Pfarrkirche erhoben und bildete einen eigenen Sendbezirk. Sie war im Mittelalter dem Kirchspiel Münster zugeordnet, das zum Dekanat Friedberg im Archidiakonat von St. Maria ad Gradus im Erzbistum Mainz gehörte. Mit Einführung der Reformation wechselte die Kirchengemeinde zum evangelischen Bekenntnis.
Die heutige Kirche wurde in den Jahren 1859 bis 1860 auf den Fundamenten des mittelalterlichen Vorgängerbaus errichtet. Am 14. Oktober 1860 fand die Einweihung statt. Da die Glocke aus der alten Kirche gesprungen war, wurden 1862 zwei neue Glocken gegossen. Die größere musste 1941 an die Rüstungsindustrie abgeliefert werden und wurde Mitte der 1950er Jahre ersetzt.
Die Kirchengemeinde Hausen-Oes ist pfarramtlich mit Hoch-Weisel verbunden. Sie ist dem Dekanat Wetterau in der Propstei Oberhessen in der Evangelischen Kirche in Hessen und Nassau zugeordnet.

## Architektur

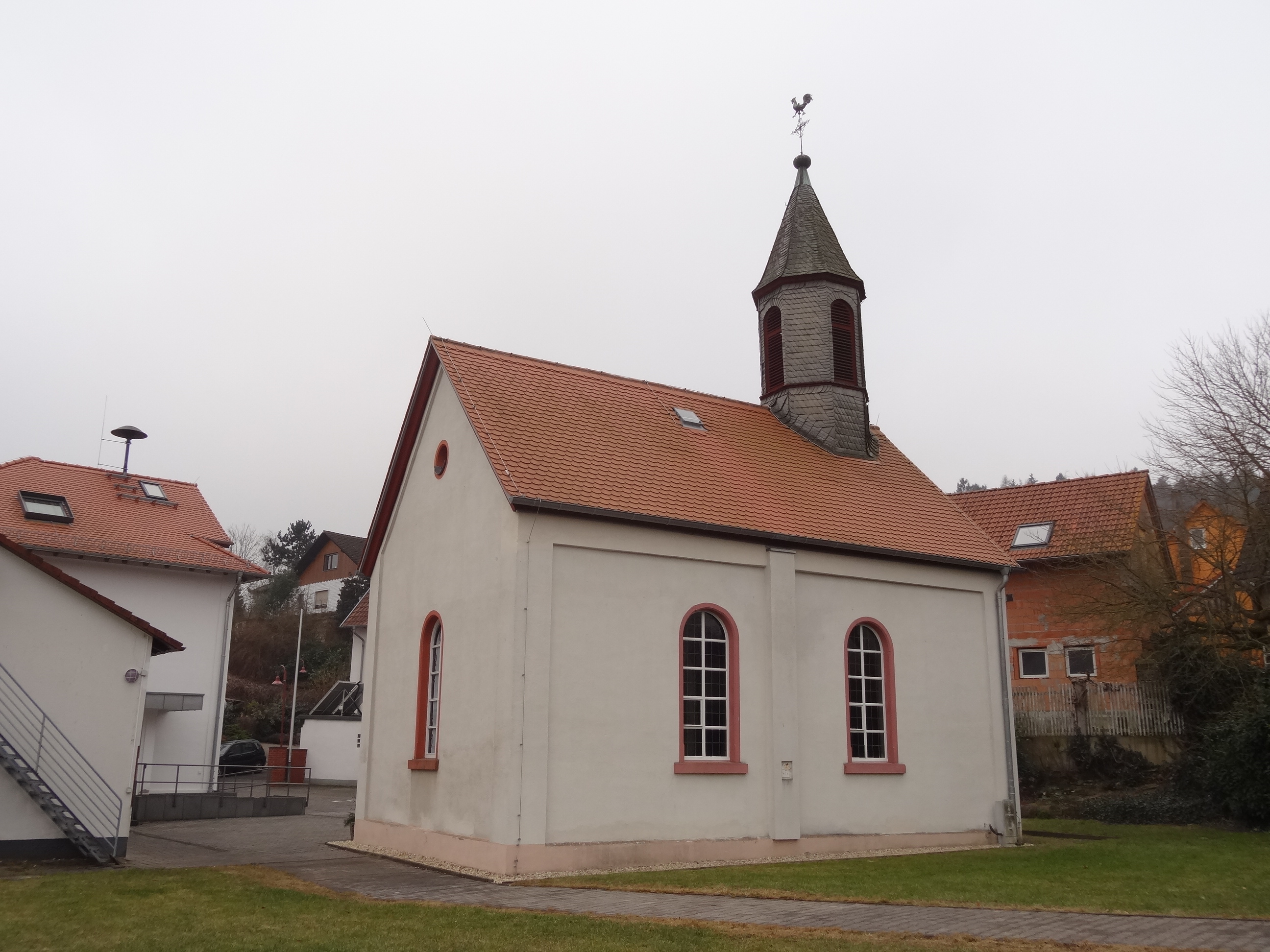
Ansicht von Nordost

Die geostete, weiß verputzte Saalkirche auf rechteckigem Grundriss ist im Ortszentrum errichtet. Die Mauern wurden bis zu den Fenstergesimsen mit Bruchsteinmauerwerk, das von der alten Kirche stammte, aufgeführt. Im oberen Bereich wurden gebrannte Lehmziegel verwendet. Die Nordseite wird durch eine Lisene in zwei Felder gegliedert und hat Ecklisenen. Der Innenraum wird an den Langseiten durch je zwei große und an der Ostseite durch ein großes Rundbogenfenster belichtet. Die Westseite ist fensterlos. Das Ostfenster wurde Anfang der 1990er ersetzt und ist mit Ornamenten verziert, die den Intarsien der Kanzel entsprechen. Ein schlichtes rechteckiges Westportal unter einem verschieferten Vordach erschließt das Gebäude.
Im Westen ist dem Satteldach ein vollständig verschieferter, achtseitiger Dachreiter aufgesetzt. Über der Glockenstube mit vier rundbogigen Schallöffnungen erhebt sich ein kleiner Spitzturm, der von Turmknauf, schmiedeeisernem Kreuz und Wetterhahn bekrönt wird.

## Ausstattung

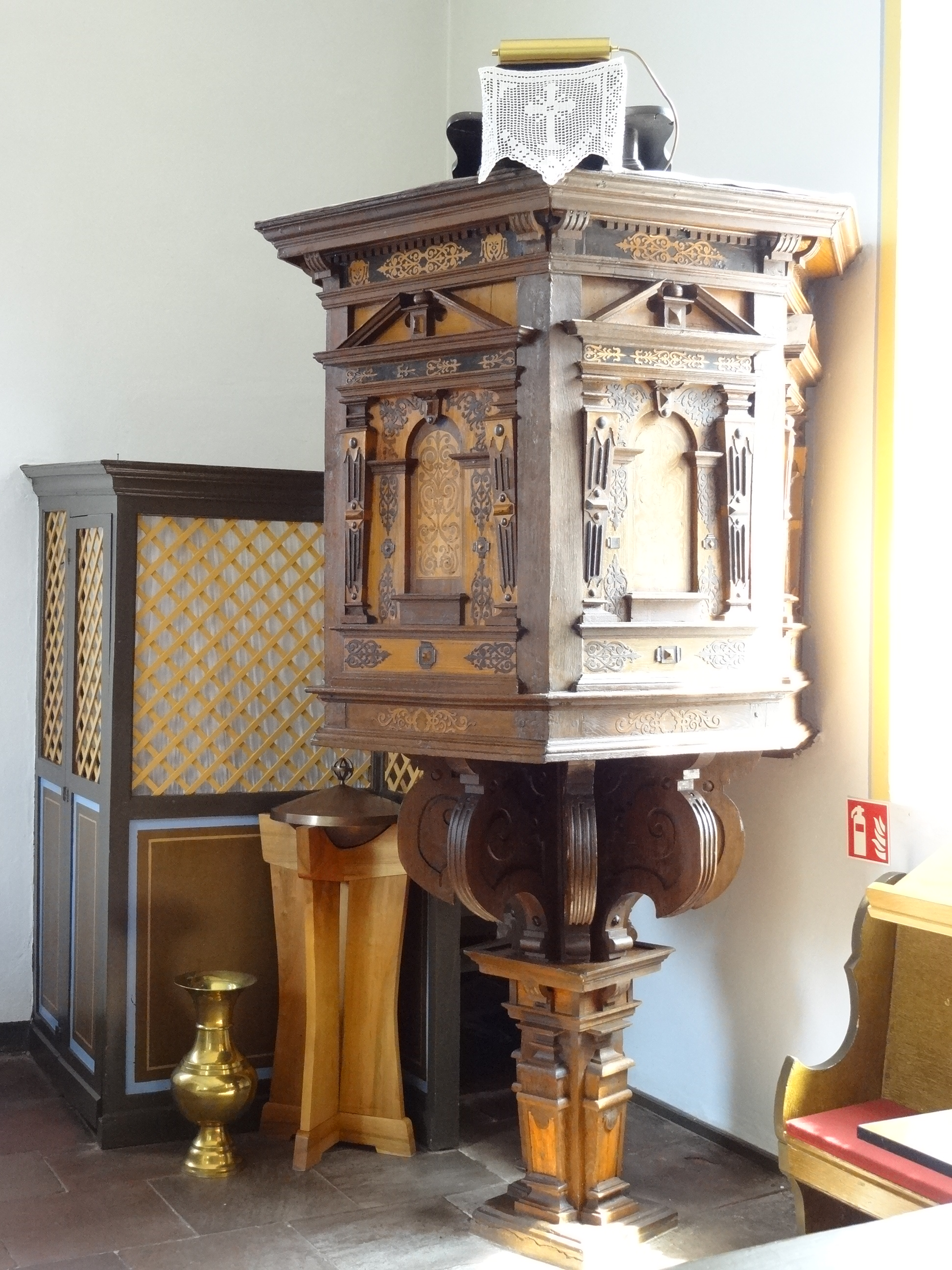
Renaissance-Kanzel

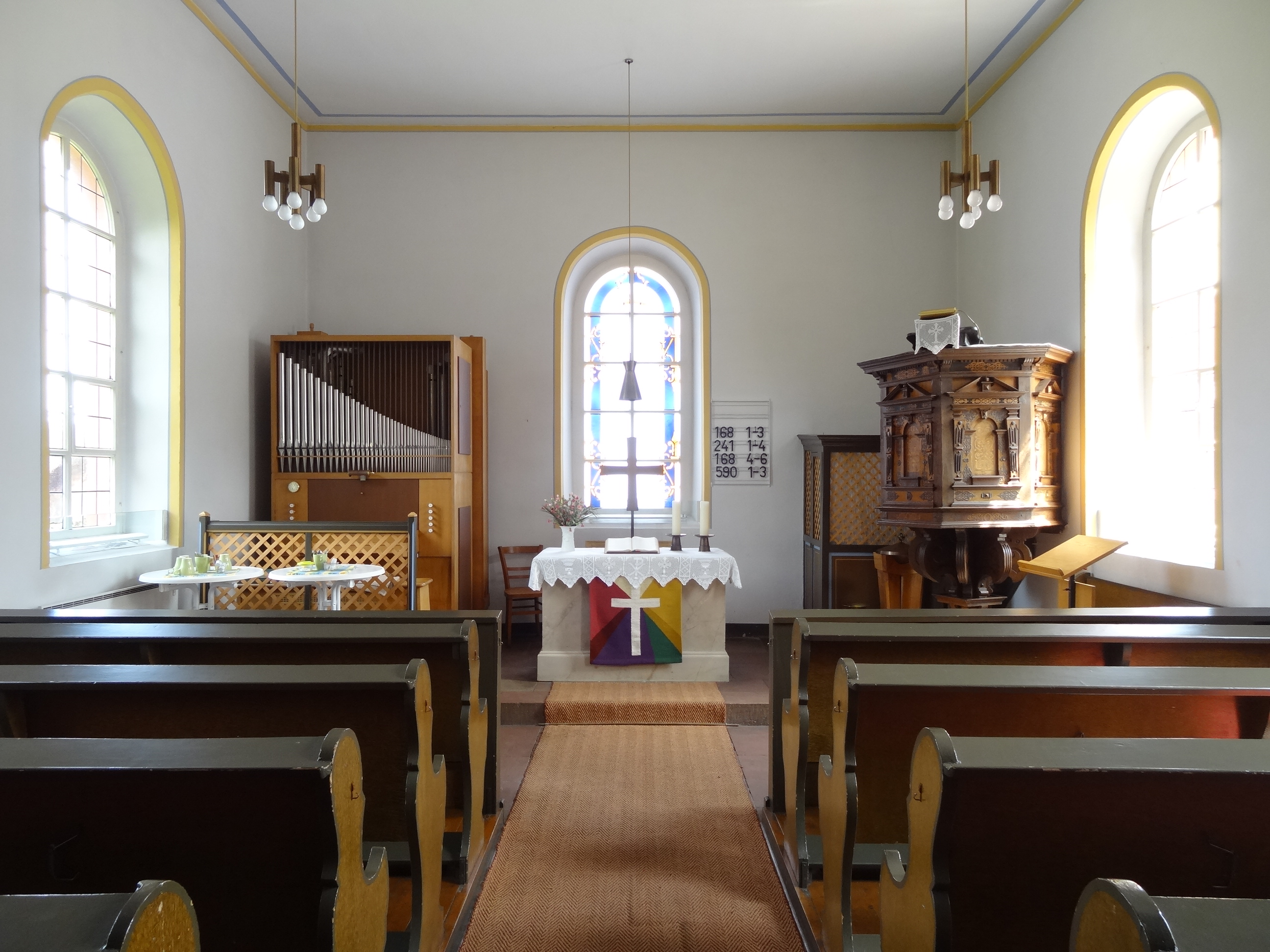
Innenraum nach Osten

Der Innenraum wird von einer Flachdecke abgeschlossen. In die westliche Giebelseite ist eine hölzerne Empore eingebaut, die auf viereckigen Holzpfosten ruht, die im oberen Teil achteckig sind und geschwungene Bügen haben. Die schlichten kassettierten Füllungen der Emporenbrüstung finden sich auch in der Brüstung des Gestühls und im unteren Teil des Pfarrstuhls wieder. Die Empore trägt als Inschrift einen Psalmvers: „OPFERE GOTT DANK UND BEZAHLE DEM HÖCHSTEN DEINE GELÜBDE“ (Ps 50,14 ). Unter der Empore ist eine Gedenktafel für die sieben Gefallenen des Ersten Weltkriegs aus Hausen aufgehängt.
Wertvollstes Inventarstück ist die polygonale Renaissance-Kanzel in der Südostecke, die im Jahr 1623 für die Marienstiftskirche Lich gefertigt wurde. Als die Stiftskirche 1859 eine neue Kanzel erhielt, wurde die alte der Kirche in Hausen vermacht. Im Jahr 1765 wurde sie vom Licher Kirchenmaler Daniel Hisgen neu gefasst. Die Kanzel ohne Schalldeckel ist mit Intarsien und Schnitzereien reich verziert und diente den Kanzeln von Fauerbach vor der Höhe, Hoch-Weisel und Nieder-Weisel als Vorbild. Sie steht auf einem viereckigen podestartigen Fuß, über dem volutenförmige Bügen den Kanzelkorb stützen. In den Kanzelfeldern sind rundbogige Nischen mit Architrav und gesprengtem Giebel eingelassen. Der Kanzelzugang wird durch einen Pfarrstuhl ermöglicht, der im oberen Teil durchbrochenes Rautenwerk hat.
Das schlichte, hölzerne Kirchengestühl hat geschwungene Wangen und lässt einen Mittelgang frei. Der Blockaltar mit Sockel und Platte ist weiß-marmoriert. Dahinter ist unter dem Ostfenster ein Wappenstein derer von Eppstein eingelassen (nach 1418), der aus der Vorgängerkirche übernommen wurde.

## Orgel

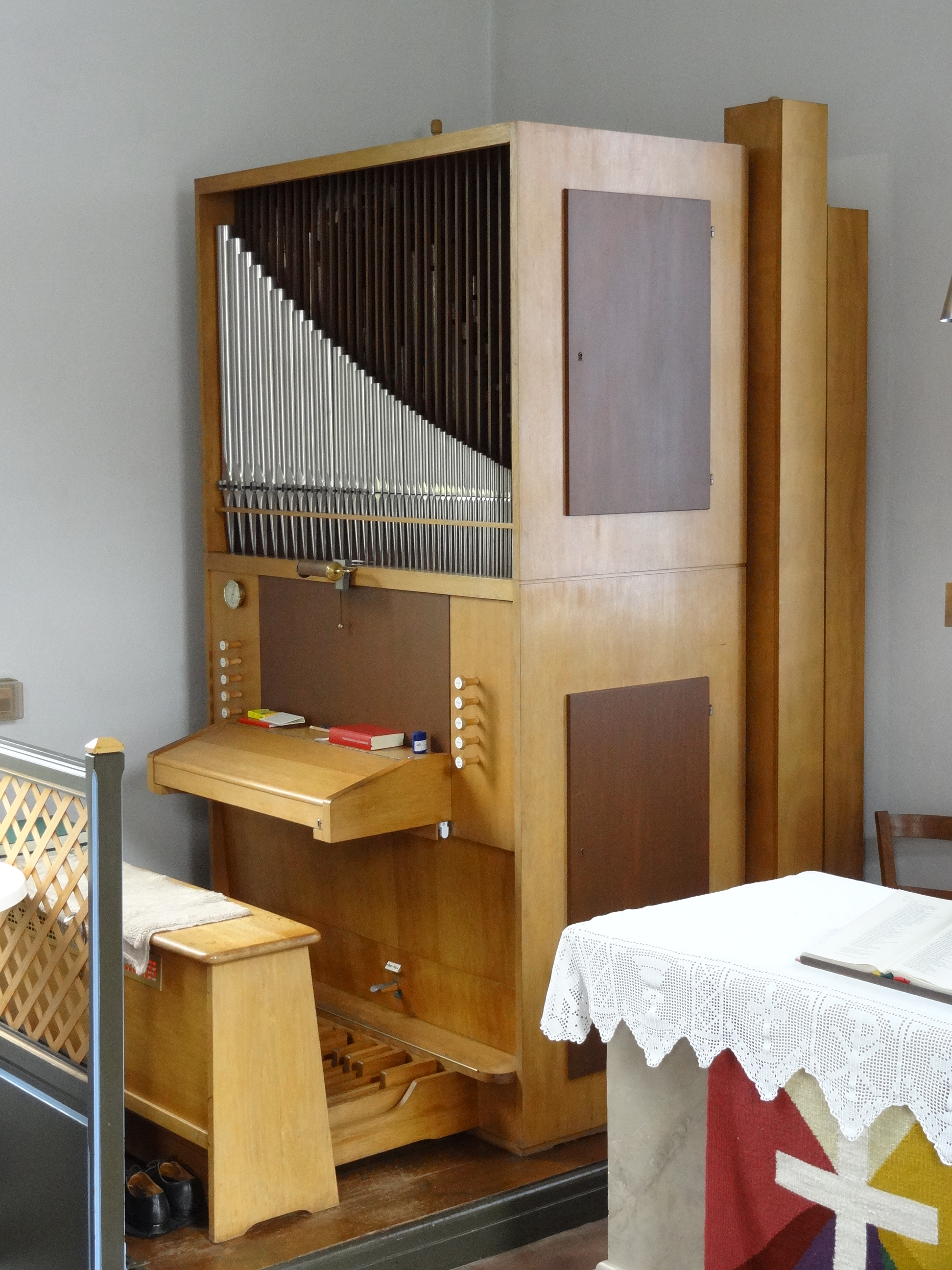
Walcker-Orgel von 1962

In die Vorgängerkirche wurde 1795 eine Orgel eingebaut. Lehrer Bernges reparierte das Instrument, das bald wieder reparaturbedürftig war und nicht in die neue Kirche übernommen wurde. Dort wurde 1863 ein Harmonium eingeweiht, das fortan den Gesang begleitete. Im Jahr 1978 erwarb die Gemeinde ein kleines gebrauchtes Orgelpositiv aus Mümling-Grumbach, das in der Nordostecke aufgestellt wurde. Die Firma Walcker baute das Instrument mit mechanischer Traktur im Jahr 1962. Es verfügt über fünf geteilte Register auf einem Manual und ein Pedalregister. Die Disposition lautet wie folgt:
| Manual C–f3       |    |
| Gedackt B/D       | 8′ |
| Prinzipal B/D     | 4′ |
| Rohrflöte B/D     | 4′ |
| Oktave B/D        | 2′ |
| Mixtur II–III B/D |    |

| Pedal C–d1 |     |
| Subbaß     | 16′ |